# Mocha Dick
Mocha Dick (sprich: ˈmɔːtʃæ dɪk) war ein großer männlicher Pottwal mit heller Haut und einer weißen Narbe, die auf seinem Kopf zu sehen war und ihn kennzeichnete. Walfänger, die den außergewöhnlichen Wal um 1810 nahe der Insel Mocha vor der chilenischen Küste gesichtet hatten, gaben ihm diesen Namen.

Der Forschungsreisende und Journalist Jeremiah N. Reynolds hat ihn im  Mai 1839 in der New Yorker Zeitschrift The Knickerbocker in seinem Artikel Mocha Dick: or The White Whale of the Pacific ausführlich beschrieben. Er bezeichnet ihn als „berühmtes Monstrum“ (renowned monster) und fährt fort:
„Man weiß von zahlreichen Booten, die durch seine gewaltige Fluke zertrümmert oder zwischen seinen kraftvollen Kiefern in Stücke gebrochen wurden.“ (Numerous boats are known to have been shattered by his immense flukes, or ground to pieces in the crush of his powerful jaws.)
Aufgrund seines ungewöhnlich aggressiven Verhaltens und seiner bevorzugten Walgründe im östlichen Pazifik vermutet man, dass es sich bei dem Pottwal, der 1820 das Walfangschiff Essex attackiert und versenkt hat, um Mocha Dick gehandelt haben könnte. Diese These wird auch in Zeha Schröders Theaterstück Mocha Dick vertreten, das 2006 vom Ensemble Freuynde + Gaesdte uraufgeführt wurde.
Herman Melville inspirierten die Geschichten, die um Mocha Dick unter Walfängern kursierten, zu seinem Roman Moby-Dick. Melville war in den 1840er Jahren selbst vor Chile auf Walfangschiffen tätig gewesen. Der Roman erschien 1851.
Zwar berichteten schwedische Walfänger, sie hätten den Wal im Jahr 1859 erlegt, in der internationalen Presse wurde er jedoch zusammen mit anderen attackierenden großen weißen Walbullen wie Spotted Tom, Shy Jack, Ugly Jim und Fighting Joe zu „Terroristen der See“ erklärt und hohe Kopfgelder ausgesetzt.